# Jonathan Drott
Oskar Jonathan Drott, född 15 december 1992 i Vetlanda, är en svensk fotbollsspelare som spelar som mittfältare för Jönköpings Södra IF.

## Karriär
Drott spelade för Myresjö IF mellan 2007 och 2011. Han värvades till säsongen 2012 av Jönköping Södra och skrev på ett kontrakt till och med 2014.
I december 2014 presenterades han som ny spelare i Östers IF, som tidigare under hösten degraderats från Superettan till Division 1 Södra. I december 2016 förlängde Drott sitt kontrakt i Östers IF med två år. I november 2018 förlängde han återigen sitt kontrakt med två år. I oktober 2020 förlängde Drott sitt kontrakt med två år. Han spelade 29 ligamatcher under säsongen 2020. Efter säsongen 2022 lämnade Drott klubben.
Den 3 januari 2024 blev han klar för en återkomst i Jönköpings Södra.

## Matcher och mål
- 2012-2014: 63 / 2
- 2007-2011: 70 / 0